# علي أكبر حكمي زاده
علي أكبر حكمي زاده (? - 1987) ولد في مدينة قم وسط إيران لعائلة متديّنة، إذْ كان والده الشيخ مهدي قُمِّي پايين شهري، أحد أبرز علماء مدينة قم في وقته. كان مهدي قُمِّي پايين شهري صهرًا لآية الله أبي الحسن الطالقاني والد مرجع التقليد الإيراني محمود طالقاني ما يعني أنّ حكمي زاده هو ابن أخت آية الله طالقاني.

## الحياة المُبكّرة
نشأَ علي أكبر حكمي زاده في عائلة متديّنة مهتمّةٍ بالعلوم الدينية في مدينةِ قم، فبدأ حياته طالبًا للعلوم الشرعية إلى أن ألَّف حاشيةً على كتاب «الكفاية في أصول الفقه» للآخوند الخراساني، الذي يُعَدّ آخر كتاب أصوليٍّ يُدَرَّس في مرحلة السطح. صار حكمي زاده في وقتٍ ما من علماء الدين الشيعة التقليديين، ولبس العمَّة ولباس علماء الدين التقليدي، بل أصبح من قرَّاء المراثي في منابر مجالس العزاء الحسيني ومآتم آل البيت، وقد ذكر المؤرخ رسول جعفريان عنه أنه «كان من خطباء المنابر المُفَوَّهين وقُرَّاء المراثي الجيِّدين.»

## التحوّل الفكري
تأثّر زاده بفكر العلماني أحمد كسروي وبدأ يتحول شيئًا فشيئًا عن اتجاهه الديني التقليدي نحو اتجاه الفكر العلماني، فأخذ ينتقد معظم العقائد والأعمال الشيعية الرائجة في بلادهِ باسم الدين، ويُدافع عن سياسات الملك رضا خان التي كانت تُوصف حينها بـ «التغريبية».
ألف حكمي زاده كُتَيِّبَه أو رسالته التي اشتهر بها وهي الرسالة التي صدرت تحتَ عنوان «أسرار ألف عام» والتي نشرها كملحقٍ في مجلة «پرچم» عام 1944 (الموافق لعام 1363 هـ.). هاجم حكمي في رسالته تلك وبشكل ساخرٍ كثيرًا من العقائد والأعمال الرائجة بين الشيعة الإمامية في بلاده، ورفض فكرة صلاحية الشرع لكل زمان ومكان، وإمكانية تطبيق الشريعة الإسلامية بالوضع التي هي عليه في المجتمع، ودعا إلى اتباع قانون العقل وقانون الطبيعة، والتأقلم مع العصر الحديث. أحدث حكمي زاده برسالتهِ تلك هزة في الأوساط الدينية، حَدَتْ باثنين من أكابر مجتهدي الشيعة الأعلام في عصره لكتابة ردٍّ عليه، وهما آية الله الخالصي، وآية الله الخميني.

## الوفاة
إلى جانب تأليفه للكتب، فقد تخصّص حكمي زاده في تربية الدواجن، وابتعد نوعًا ما عن الساحة العلمية والدينية إلى أن توفيّ في طهران عام 1987 (الموافق سنة 1407 هـ).